# Levan Khmaladze
Levan Khmaladze (en géorgien : ლევან ხმალაძე) est un footballeur international géorgien né le 6 avril 1985. Il évolue au poste de milieu de terrain au FC Samtredia.

## Carrière
- depuis 2004-2005 : Dinamo Tbilissi  Géorgie
  - 2005-2006 : Sioni Bolnissi  Géorgie (prêt)
  - jan. 2010-2010 : Hapoël Haïfa  Israël (prêt)[1]

## Palmarès
- 12 sélections et 0 but avec la  Géorgie depuis 2008
- Champion de Géorgie en 2008 et 2013
- Vainqueur de la Coupe de Géorgie en 2009 et 2013
- Vainqueur de la Supercoupe de Géorgie en 2008